# 魏仁君
魏仁君（1977年4月6日—），香港男子羽毛球運動員，專長雙打項目，現已退役。他的胞兄是著名的印尼羽毛球代表、奧運男單冠軍魏仁芳 。

## 簡歷
魏仁君原為印尼羽毛球國家隊隊員，後由於國家隊改組，他便決定離開印尼到國外繼續打球。2002年5月，他從印尼移居香港；選擇代表香港是因為隊中有兩位以前的印尼隊隊友，而港隊總教練陳智才也是印尼華僑。
2010年3月，魏仁君首次夥拍小將謝影雪，即奪得德國羽毛球大獎賽混雙冠軍。同年11月，魏仁君代表香港出戰廣州亞運會，參加羽毛球比賽的男子雙打、混合雙打及男子團體項目。
2014年3月1日，魏仁君正式從羽毛球世界聯會註冊退役。

## 主要比賽成績
只列出曾進入準決賽的國際賽事成績：
| 年份      | 賽事                     | 公開賽級別 | 項目      | 拍檔      | 成績      |
| 代表 香港 | 代表 香港                | 代表 香港  | 代表 香港 | 代表 香港 | 代表 香港 |
| --------- | ------------------------ | ---------- | --------- | --------- | --------- |
| 2005年    | 中華台北羽球公開賽       |            | 男子單打  | －        | 準決賽    |
| 2006年    | 中華台北羽球公開賽       |            | 男子雙打  | 楊禮豐    | 準決賽    |
| 2007年    | 德國羽毛球大獎賽         | 大獎賽     | 男子雙打  | 楊禮豐    | 準決賽    |
| 2007年    | 紐西蘭羽毛球大獎賽       | 大獎賽     | 男子雙打  | 楊禮豐    | 亞軍      |
| 2007年    | 菲律賓羽毛球公開賽       | 大獎賽     | 男子雙打  | 楊禮豐    | 準決賽    |
| 2008年    | 澳門羽毛球黃金大獎賽     | 黃金大獎賽 | 混合雙打  | 周凱華    | 亞軍      |
| 2008年    | 越南羽毛球大獎賽         | 大獎賽     | 混合雙打  | 周凱華    | 準決賽    |
| 2009年    | 韓國羽毛球超級賽         | 超級賽     | 混合雙打  | 周凱華    | 準決賽    |
| 2009年    | 澳洲羽毛球大獎賽         | 大獎賽     | 混合雙打  | 周凱華    | 冠軍      |
| 2009年    | 紐西蘭羽毛球大獎賽       | 大獎賽     | 混合雙打  | 周凱華    | 亞軍      |
| 2009年    | 中華台北羽毛球黃金大獎賽 | 黃金大獎賽 | 男子雙打  | 王偉康    | 亞軍      |
| 2010年    | 德國羽毛球大獎賽         | 大獎賽     | 男子雙打  | 王偉康    | 準決賽    |
| 2010年    | 德國羽毛球大獎賽         | 大獎賽     | 混合雙打  | 謝影雪    | 冠軍      |
| 2010年    | 波蘭羽毛球國際賽         | 國際挑戰賽 | 男子雙打  | 王偉康    | 亞軍      |
| 2010年    | 新加坡羽毛球國際系列賽   | 國際系列賽 | 混合雙打  | 謝影雪    | 冠軍      |
| 2010年    | 越南羽毛球大獎賽         | 大獎賽     | 男子雙打  | 王偉康    | 準決賽    |
| 2010年    | 越南羽毛球大獎賽         | 大獎賽     | 混合雙打  | 謝影雪    | 亞軍      |
| 代表      |                          |            |           |           |           |
| 2017年    | 雪梨羽毛球國際賽         | 國際系列賽 | 男子雙打  | 楊禮豐    | 冠軍      |

| 2007-2017年 | 首要超級賽 | 超級賽 | 黃金大獎賽 | 大獎賽 | 國際挑戰賽 | 國際系列賽 | 未來系列賽 | 其他 |

| 2018-2026年 | 總決賽 | 超級1000賽 | 超級750賽 | 超級500賽 | 超級300賽 | 超級100賽 | 國際挑戰賽 | 國際系列賽 | 未來系列賽 | 其他 |

### 奧運會和世錦賽參賽紀錄
|          | 搭檔   | 2006 | 2007 | 2008 | 2009 | 2010 |
| -------- | ------ | ---- | ---- | ---- | ---- | ---- |
| 男子雙打 | 楊禮豐 | 32強 | 32強 | －   | －   | －   |
| 男子雙打 | 王偉康 | －   | －   | －   | 48強 | 48強 |
|          |        |      |      |      |      |      |
| 混合雙打 | 周凱華 | －   | －   | －   | 16強 | －   |
| 混合雙打 | 謝影雪 | －   | －   | －   | －   | 32強 |